# 哥斯达黎加宪法第十二条
哥斯大黎加憲法第12條（西班牙語：Artículo 12 de la Constitución de Costa Rica）於1949年頒布，主要內容為解散哥斯大黎加軍隊，使哥斯達黎加成為世界上最早沒有常備軍的國家之一。
哥斯大黎加憲法第12條並沒有真正完全廢除軍隊，只是確立哥斯大黎加之軍隊不能常備化，並規定哥斯大黎加可以為國防或國際合作而建立軍隊。